# Barnabás Bese
Barnabás Bese (Budapest, 6 de maig de 1994) és un futbolista professional hongarès que juga actualment a l'MTK Hungaria FC.
El 31 de maig de 2016 es va anunciar que el seleccionador Bernd Storck l'havia inclòs en l'equip definitiu d'Hongria per disputar l'Eurocopa 2016.